# مذبحة غلغت 1988
مذبحة غلغت (بالإنجليزية: Gilgit massacre)‏، هي مجزرة نفذت في عام 1988 لقمع تمرد شيعة غلغت (في شمال إقليم كشمير تحت الإدارة الباكستانية) بقسوة من قبل نظام ضياء الحق. أرسل الجيش الباكستاني مجموعة مسلحة من قبائل أفغانستان والمقاطعة الحدودية الشمالية الغربية بقيادة أسامة بن لادن، إلى غلغت والمناطق المحيطة بها لقمع التمرد.

## الخلفية
تتهم الشيعة الحكومة الباكستانية منذ عام 1948 بأنها تقوم بتمييز عنصري ممنهج ضد الشيعة في المناصب والأعمال التجارية وإقامة العدل. في 5 يوليو 1977 قاد الجنرال ضياء الحق انقلاباً سياسياً عسكرياً ضد رئيس وزراء بلاده ثم استولى على السلطة في باكستان، وقد التزم بإقامة دولة إسلامية وتطبيق الشريعة علی طريقة أهل السنة على الجميع وهذا ما أدّی إلی زيادة الانقسامات الطائفية والقومية بين السنة والشيعة وبين الديوبندية والبريلوية. وفي فترة رئاسة ضياء الحق ازدادت الهجمات على الشيعة. اندلعت أول أعمال شغب بين السنة والشيعة في باكستان عام 1983 في مدينة كراتشي في شهر محرم وأسفر عن مقتل ما لا يقل عن ستين شخصًا. وقد أصبح العنف الطائفي في شهر محرم أحد السمات المتكررة على مدار ثلاث سنوات بعدها. وقد انتشرت إلى لاهور ومنطقة بلوشستان وخلفت مئات القتلى.
وفي يوليو 1986، وقع اشتباك بين السنة والشيعة في مستوطنة باراتشينار الشمالية الغربية، استخدمت فيها أسلحة آلية محلية الصنع، وقد أدی إلی مقتل أكثر من 200 شخص.

## التفاصيل
اندلعت أول أعمال شغب رئيسية مناهضة للشيعة في غلغت في مايو 1988 في نهاية شهر رمضان. عندما احتفل الشيعة بعيد الفطر بعد أن ثبت عندهم رؤية هلال شهر شوال، فهوجموا من قبل مجموعة من السنة المتطرفين الذين لايزال كانوا صائمين ولم يعلن عندهم العيد. ونتج عن ذلك اشتباكات عنيفة بين السنة والشيعة. وحسب ما ورد، بعد هدوء دام حوالي أربعة أيام، استخدم النظام العسكري الباكستاني عددًا من المسلحين السنة المحليين بهدف «تلقين الشيعة درسًا»، مما أدى إلى مقتل المئات من الشيعة والسنة.

وعندما جاء الإمام الخميني بالثورة الإسلامية في إيران تأثرت شيعة غلغت كثيرا بالثورة ورفعوا شعارات تأييدا لها ولقائدها. فقام الجيش الباكستاني بتجنيد جماعة مسلحة من القبائل في أفغانستان والمقاطعة الحدودية الشمالية الغربية بقيادة أسامة بن لادن، وأرسلتهم إلى غلغت. فقاموا بمهاجمة الشيعة وقتل مئات المدنيين. وقد كتبت مجلة «هيرالد» الباكستانية الشهرية المرموقة، في عددها الصادر في أبريل 1990: أن «أرقام عدد القتلی لوحدها لا تخبر شيئًا عن وحشية الجحافل الغازية والأثر المروع الذي تركته (هذه المذبحة) على هذه المنطقة.»

## الضحايا
أن العدد الدقيق للإصابات لا يزال مجهولا لكن وفقاً لبعض المصادر، فان عدد القتلی يتراوح ما بين 150 و400 شخصاً فيما جُرح مئات آخرون. وحسب تقارير غير رسمية ان 700 شيعي قتل في هذا الهجوم.